# Ashton Jeanty
Ashton Jeanty né le 2 décembre 2003, est un sportif professionnel américain de football américain jouant au poste de running back pour la franchise des Raiders de Las Vegas dans la National Football league (NFL) depuis la saison 2025.
Auparavant, au niveau universitaire, il a joué pendant trois saisons (2022-2024) dans la NCAA Division I FBS pour les Broncos de l'université d'État de Boise avant d'être sélectionné en 6e choix lors du premier tour de la draft 2025 de la NFL par les Raiders.

## Biographie

### Jeunesse
Jeanty nait le 2 décembre 2003 à Jacksonville (Floride),.
Fils d'un officier de la marine américaine, il commence à jouer au football américain au College Great Bridge de Chesapeake en Virginie. En première année au Naples Middle/High School, un établissement pour familles de militaires situé près de Naples en Italie. Ashton Jeanty joua d'abord au poste de quarterback avant d'être replacé au poste de running back. Affrontant des équipes d'autres écoles similaires à travers l'Europe, Jeanty gagne plus de 1 200 yards et inscrit 21 touchdowns lors des six match de sa saison. Il informe ensuite ses parents qu'il aimerait revenir aux États-Unis pour y jouer au football américain. Il intègre ainsi le lycée Lone Star de Frisco (Texas), où il gagne 1 843 yards et inscrit un total de 41 touchdowns à la course lors de sa dernière saison.

### Carrière universitaire
Après le lycée, Jeanty intègre l'université d'État de Boise pour y joueur au football américain avec les Broncos de Boise State dans la NCAA Division I FBS.
En tant que joueur freshman à Boise State en 2022, Jeanty partage le temps de jeu avec George Holani. Il participe aux 14 matchs de la saison dont deux en tant que titulaire et termine avec un bilan de sept touchdowns et 821 yards gagnés en 156 courses,. Lors du Frisco Bowl 2022, il gagne 178 yards et inscrit un touchdown.
En 2023, il partage à nouveau les jeux avec Holani. En fin saison, Jeanty a inscrit un total de 14 touchdowns et est le meilleur de son équipe au nombre de yards gagnés à la course avec 1 347 yards. Il inscrit également 5 touchdowns et gagne 569 yards supplémentaires en réception, le deuxième plus haut total de l'équipe et le plus élevé pour un running back au niveau national. Il se classe deuxième au niveau national en termes de yards gagnés depuis la ligne d'engagement et est désigné meilleur joueur offensif de la saison en conférence Mountain West.
Lors du match d'ouverture de la saison 2024 contre les Eagles de Georgia Southern, Jeanty gagne 267 yards à la course, battant le record vieux de 46 ans du plus grand nombre de yards gagnés en un seul match par un joueur de Boise State. Il inscrit également 6 touchdowns, égalant le record du plus grand nombre de touchdown inscrit en un match au Paulson Stadium (en) et celui de la Mountain West. Sa performance à la course est la meilleure de tous les coureurs de la FBS lors des matchs de la première semaine.
En fin de saison, Jeanty est sélectionné dans la première équipe de la conférence Mountain West et est désigné meilleur joueur offensif de la saison de cette conférence. Il remporte également le Maxwell Award, le Doak Walker Award, le trophée Bobby Bowden, l'Earl Campbell Tyler Rose Award (en), est reconnu à l'unanimité joueur All-American par l'Associated Press et est candidat au trophée Heisman,
Le 7 janvier 2025 il déclare qu'il va se présenter à la prochaine draft de la NFL.

### Carrière professionnelle

#### Draft
Avant la draft, Jeanty décline l'invitation à se rendre au NFL Scouting Combine, préférant s'exercer et participer aux évaluations médicales lors de la journée professionnelle de Boise State,. Une semaine avant la draft, Jeanty écrit une lettre publique aux directeurs généraux de la NFL pour les inciter à le recruter. Il y écrit : « It's TACKLE football ... you know what I'm saying? I'd draft the guy they can't tackle » (C'est du PLACAGE football… vous voyez ce que je veux dire ? Je recruterais le joueur qu'ils ne peuvent pas plaquer),.
Le 24 avril 2025, Ashton Jeanty est sélectionné en 6e choix global lors du premier tour de la draft 2025 de la NFL par la franchise des Raiders de Las Vegas.

## Statistiques
| Année       | Équipe                 | Statut      | MJ |     | Courses | Courses | Courses | Courses |       | Passes réceptionnées | Passes réceptionnées | Passes réceptionnées | Passes réceptionnées |
| Année       | Équipe                 | Statut      | MJ | Nb. | Yards   | Moy.    | TD      | Nb.     | Yards | Moy.                 | TD                   |                      |                      |
| 2022        | Broncos de Boise State | Fr.         | 14 | 156 | 0 821   | 5,3     | 07      | 14      | 155   | 11,1                 | 0                    |                      |                      |
| 2023        | Broncos de Boise State | So.         | 12 | 220 | 1 347   | 6,1     | 14      | 43      | 569   | 13,2                 | 5                    |                      |                      |
| 2024        | Broncos de Boise State | Jr.         | 14 | 374 | 2 601   | 7,0     | 29      | 23      | 138   | 06,0                 | 1                    |                      |                      |
| Totaux NCAA | Totaux NCAA            | Totaux NCAA | 40 | 750 | 4 769   | 6,4     | 50      | 80      | 862   | 10,8                 | 6                    |                      |                      |

## Vie privée
Jeanty est chrétien.